# Chronologie de la bataille de l'Atlantique (1939-1945)
Pour les articles homonymes, voir Bataille de l'Atlantique.
Seconde Guerre mondiale
Batailles
Bataille de l'Atlantique
- Bataille des Caraïbes
- Blocus allié de l'Allemagne
- Guerre météorologique
- Bataille du Rio de la Plata
- Opération Berlin
- Bataille du détroit de Danemark
- Opération Neuland
- Torpedo Alley
- Opération Paukenschlag
- Opération Postmaster
- Opération Cerberus
- Opération Biting
- Opération Chariot
- Bataille du Saint-Laurent
- Opération Frankton
- Bataille de la mer de Barents
- Mai Noir
- Bataille du cap Nord
- Opération Stonewall
- Opération Teardrop

Front d'Europe de l'ouest

Front d'Europe de l'est

Campagnes d'Afrique, du Moyen-Orient et de Méditerranée

Guerre du Pacifique

Guerre sino-japonaise

Théâtre américain
Cet article offre une vision chronologique du déroulement de la bataille de l'Atlantique durant la Seconde Guerre mondiale, en présentant les événements les plus importants ou les plus signifiants. Pour plus de détails, le lecteur est prié de se reporter aux ouvrages cités en bibliographie.

## 1939

### Août
- 19 : 5 U-boots de la Kriegsmarine prennent la mer de Kiel (U-45, U-46, U-47, U-48, U-52) et 9 de Wilhelmshaven (U-28, U-29, U-33, U-34, U-37, U-38, U-39, U-40, U-41) pour occuper des positions d'attente dans l'Atlantique Nord[1].
- 21 : Le cuirassé de poche Admiral Graf Spee part de Wilhelmshaven pour l'Atlantique sud[1].
- 24 : Le cuirassé de poche Deutschland prend la mer pour se positionner au sud du Groenland et attaquer le commerce allié dès l'ouverture des hostilités[2].
- 29 : Les U-26 et U-53 appareillent pour aller déposer des mines le long des côtes britanniques, vers Portland[2].

### Septembre
- 3 : La France et le Royaume-Uni déclarent la guerre à l'Allemagne.
- 3 : L'U-30 torpille le paquebot SS Athenia, au nord de l'Irlande. C'est le premier navire britannique coulé du conflit. 112 des 1 306 passagers et membres de l’équipage périssent. Cet acte barbare est interprété comme le début de la guerre maritime sans restriction[3].
- 5 : Le HMS Neptune arrête, évacue et coule le cargo allemand Inn au large des îles Canaries[4].
- 14 : l'U-39 est coulé dans l'Atlantique nord au nord-ouest de l'Irlande par les destroyers britanniques HMS Faulknor, HMS Foxhound et HMS Firedrake. Pour la première fois, un ASDIC est utilisé. Les 44 membres d'équipage sont tous faits prisonniers.
- 16 : Le premier convoi vers les Îles britanniques appareille d'Halifax, HX-1. Il n'est escorté que les deux premiers jours.
- 17 : Le porte-avions HMS Courageous escorté par quatre destroyers, en patrouille anti-sous-marine de surveillance au large de la côte de l'Irlande fut harcelé pendant plus de deux heures par l'U-29. Deux torpilles firent chavirer le navire qui coula en 20 minutes, avec la perte de 519 marins y compris son capitaine[5]. Première perte militaire de la Royal Navy de la guerre.
- 19 : Le premier convoi "rapide", HXF-1, appareille d'Halifax. Son escorte se limite au destroyer britannique HMS Amazon.
- 30 : Le « cuirassé de poche » allemand Admiral Graf Spee coule le premier navire marchand de sa campagne.
- 50 navires alliés sont coulés (200 728 tonnes) et 2 navires endommagés (16 916 tonnes) par les sous-marins allemands durant le mois de septembre.

### Octobre
- 5 :Le « cuirassé de poche » allemand Deutschland coule le premier navire marchand de sa campagne.
- 14 : L'U-47, commandé par Günther Prien, coule le cuirassé HMS Royal Oak ancré dans la base britannique de Scapa Flow, dans le nord de l'Écosse.
- 16 : L'Allemagne commence à utiliser des mines magnétiques. Celles-ci causent des pertes importantes à la marine alliée.
- 23 : Un champ de 3 636 mines est posé à hauteur du cap Gris-Nez dans le pas de Calais. La circulation dans la Manche est désormais interdite par deux barrages de mines, l'autre étant entre le banc de Goodwin et la côte belge[6]. Désormais, les U-Boote contourneront les Îles britanniques par le nord pour accéder à l'Atlantique.

### Novembre
- 19 : Churchill propose d'établir un barrage de mines entre l'Écosse et la Norvège, nécessitant 181 000 mines pour un coût de 2 000 000 livres sterling. Sa mise en place commence, mais il ne sera jamais efficace.
- 23 : Une mine magnétique allemande est récupérée avec succès par les Alliés, ce qui conduit au développement de contre-mesures efficaces. Le croiseur auxiliaire HMS Rawalpindi, en patrouille au nord des Îles Féroé, est coulé par les croiseurs de bataille allemands Gneisenau et Scharnhorst. À l'arrivée des croiseurs britanniques Newcastle, Hood, des cuirassés britanniques Nelson, Rodney et du cuirassé français Dunkerque ils sont contraints d'abandonner leur sortie et de regagner le port de Wilhelmshaven.
- 29 : L'Espagne ratifie un traité d'amitié avec l'Allemagne. Des clauses secrètes autorisent les Allemands à utiliser les ports espagnols (la position de Franco dans le conflit mondial est que l'Espagne n'est pas neutre mais non belliqueuse).

### Décembre
- 13 : Bataille du Rio de la Plata : le cuirassé de poche allemand Admiral Graf Spee, qui faisait la chasse aux navires marchands alliés depuis le début du conflit, affronte au large de l'Uruguay les croiseurs britanniques HMS Exeter, HMS Ajax et HMS Achilles, commandés par le commodore Henry Harwood. Après avoir endommagé l’Exeter et l'Ajax, le Graf Spee, lui-même touché, se retire dans le port de Montevideo.
- 17 : Le cuirassé de poche allemand Admiral Graf Spee se saborde au large de Montevideo.

## 1940

### Janvier
- 1-15 : Il n'y a plus aucun U-Boot en opérations dans l'Atlantique[réf. nécessaire].
- 17 : L'U-44, en opérations dans l'Atlantique, signale un convoi. Son message est repéré par les services d'écoute français. Le B-Dienst[note 1] intercepte le message français et constate que la position donnée de l'U-Boot donnée par les français est à 70 milles nautiques de sa position réelle[8].
- 26 : Les U-Boote reçoivent l'autorisation d'attaquer en plongée, sans avertissement, les navires rencontrés à l'Est de l'Écosse, dans le canal de Bristol ou dans la Manche[8].
- 30 : L'U-55 est coulé par deux escorteurs. C'est la première destruction d'U-Boot pour laquelle l'intervention de l'aviation a été utile. Un avion Sunderland a permis de retrouver à chaque fois le U-Boot cherchant à se dérober[9].

### Février
- 10 : Depuis le début du mois, il n'y a plus qu'un seul U-Boot en action dans les Atterrages occidentaux. Le 10, trois autres U-Boote le rejoignent[10].
- 14 : Le Royaume-Uni annonce que des armements seront transportés par tous les navires de passagers. L'Allemagne répond en annonçant que tous les navires seront considérés comme des navires de guerre.

### Mars
- 11 : Instauration du rationnement de la viande en Grande-Bretagne.
- 11 : Première destruction d'un U-Boot, l'U-31, par un avion. Ce dernier est un Bristol Blenheim de la RAF qui utilise des bombes "classiques" de 120 kg[11].
- 31 : Le navire corsaire allemand Atlantis (Schiffe 16) appareille. Jusqu'en novembre 1941, il coulera vingt-deux navires alliés.

### Avril
- 6 : Le corsaire Orion (Schiff 36) appareille. C'est le second croiseur auxiliaire allemand à partir en croisière.
- 13 : Les Britanniques occupent les Îles Féroé, danoises.

### Mai
- 5 : Le sous-marin mouilleur de mines britannique HMS Seal, endommagé la veille par une mine au large de Vinga (Cattégat), est capturé par les Allemands[12]. Ces derniers s'emparent de documents utiles pour décrypter les codes britanniques. Ils peuvent aussi constater que les détonateurs des torpilles anglaises sont mieux conçus que les leurs[13].
- 19 : Les Britanniques prennent le contrôle de l'Islande.

### Juin
- 2-15 : Le groupe (ou meute) "Prien" (sept U-Boote) se constitue pour attaquer le convoi HX-48. Ce dernier échappe aux submersibles[14] ; l'U-30, l'U-32 et l'U-47 dénichent le convoi HX-49, qui perd un cargo[14].
- 11 : Le corsaire allemand Thor prend la mer, de Norvège, pour aller croiser dans l'Atlantique centrale ainsi que dans l'Atlantique sud[15].
- 13 : Le sous-marin italien Finzi passe le détroit de Gibraltar pour opérer, sans succès, au large des Canaries[15].
- 18 : L'U-43 se ravitaille en carburant dans le port espagnol de Vigo où stationne un pétrolier allemand[15], avec l'assentiment de l'Espagne.
- 20 : L'U-29 se ravitaille en carburant dans le port espagnol du Ferrol auprès d'un autre pétrolier allemand[15].
- 22 : Capitulation de la France.

### Juillet
- 7 : L'U-30 est le premier U-Boot se présentant à Lorient pour reconstituer sa réserve de torpilles. La base a été déclarée opérationnelle la veille[16].
- 28 : Le corsaire allemand Thor (Schiffe 10) et le croiseur auxiliaire britannique Alcantara se canonnent. L'anglais gagne Rio de Janeiro pour réparer; l'allemand répare ses dégâts pour continuer sa croisière.

### Août
- 3 : Un chasseur Hawker Hurricane, catapulté d'un cargo, abat un appareil de reconnaissance allemand. C'est le premier succès pour les cargos équipés de catapultes (CAM-ships).
- 15 : Le premier d'une longue série de convois lents (7,5 - 9 nœuds), le SC-1 appareille de Sydney (Nouvelle-Écosse) pour gagner la Grande-Bretagne[17].
- 20 : L'Amirauté britannique remplace le code Naval Cypher no 1 par le Naval Cypher no 2 et substitue au Naval Code le Naval Code no 2. Cependant, en janvier 1941, le service allemand de renseignement B-Dienst aura déjà réussi à en lire entre 20 et 25 %[18].
- 30 : Le B-Dienst décode les messages donnant l'itinéraire du convoi SC-2, ainsi que son point de rendez-vous avec l'escorte le 6 septembre[19].

### Septembre
- 2 : Accord entre les Britanniques et les Américains. Ces derniers offrent cinquante destroyers (de type ancien) aux Britanniques en échange de la location pour 99 années de bases militaires dans les Antilles et à Terre-Neuve.
- 29 : L'U-46 est le premier U-Boot à se présenter à Saint-Nazaire.

### Octobre
- 18-19 : Le convoi SC-7, parti le 5 de Sydney (Nouvelle-Écosse), perd quatorze de ses cargos. Au total, il aura perdu vingt des trente-cinq cargos dans la traversée.
- 19-20 : Le convoi HX-79, parti le 8 d'Halifax, perd douze de ses quarante-neuf cargos. Les deux journées du 18 et du 19, avec vingt-huit navires envoyés par le fond, sont les pires de toute la bataille de l'Atlantique.
- 23 : Le croiseur lourd allemand Admiral Scheer appareille de Gotenhafen en mer Baltique pour faire la chasse au commerce allié dans l'Atlantique.

### Novembre
- 5 : Le croiseur lourd allemand Admiral Scheer attaque le convoi HX-84 (37 cargos) escorté par le croiseur auxiliaire Jervis Bay. Celui-ci donne l'ordre au convoi de se disperser et engage le combat. Le Jervis Bay coulé, le corsaire allemand coule cinq cargos et en endommage trois autres, dont le pétrolier San Demetrio. Il fait route vers l'Atlantique sud et les convois sont suspendus jusqu'au 17 novembre.
- 7 : Les marins de l'un des deux canots de sauvetage du San Demetrio (en) aperçoivent un navire. Il s'agit du leur qui n'a pas été achevé par le corsaire allemand. Ils y remontent, le remettent en route et gagnent, sept jours plus tard, la Grande-Bretagne en dépit de la destruction des instruments de navigation du navire[note 2].
- 11 : Dans l'océan Indien, au large des îles Nicobar, le corsaire allemand Atlantis capture le vapeur britannique Automedon (en). Dans les sacs de courrier, les Allemands mettent la main sur les nouveaux codes devant être mis en service au 1er janvier 1941, tant pour la Royal Navy que pour la marine marchande britannique.
- 15 : Des hydravions de l'US Navy commencent des vols de reconnaissance depuis les Bermudes.

### Décembre
- 5 : Le corsaire allemand Thor (Schiffe 10) endommage le croiseur auxiliaire britannique Carnavon Castle (en), au sud-est de Rio de Janeiro.
- 19 : L'U-37 coule, par erreur, le sous-marin français Sfax ainsi que le pétrolier Rhône qui transportaient carburant et munitions à Dakar.

### Récapitulatif pour 1940
- 91 convois HX ont traversé l'Atlantique, totalisant 3 424 cargos dont 48 ont été coulés (ainsi que 22 traînards et 24 indépendants).
- 14 convois SC ont traversé l'Atlantique, totalisant 508 cargos dont 29 ont été coulés (ainsi que 13 traînards et 4 indépendants).
- 61 convois HG ont traversé l'Atlantique, totalisant 1 718 cargos dont 4 ont été coulés (ainsi que 5 traînards et 2 indépendants).
- 69 convois SL ont remonté l'Atlantique, totalisant 9 055 cargos dont 37 ont été coulés (ainsi que 24 traînards et 57 indépendants).
- 58 convois OG ont gagné Gibraltar, totalisant 2 197 cargos dont 6 ont été coulés (ainsi que 3 traînards et aucun indépendant)[20].

## 1941

### Janvier
- 7 : Le groupe I/Kg40, avec ses Fw200 Condor, passe sous le contrôle opérationnel du Befehlshaber der U-Boote (BdU), le Haut Commandement de l'Arme sous-marine allemande.
- 22 : Début de l'opération Berlin. Les Scharnhorst et Gneisenau quittent Kiel pour attaquer le commerce allié dans l'Atlantique.

### Février
- 1 : Le croiseur lourd Admiral Hipper appareille de Brest pour sa seconde mission contre le commerce allié.

### Mars

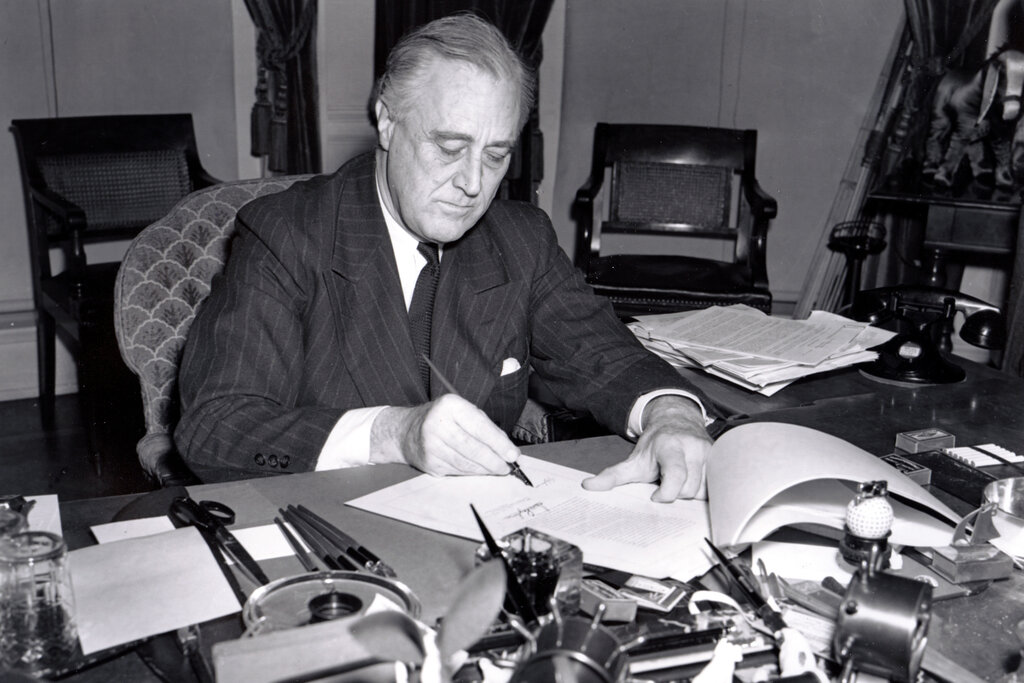
Le président Roosevelt apposant sa signature sur la loi dite Lend-Lease Act.

- 7 : L'as allemand Günther Prien disparait dans la destruction de l'U-47 qu'il commande lors d'une attaque contre le convoi OB-293, victime des grenades des destroyers HMS Wolverine et HMS Verity.
- 11 : Signature du Lend-Lease Act (prêt-bail) par le président Franklin D. Roosevelt.
- 17 : L'as allemand Joachim Schepke disparait dans la destruction de l'U-100 lors une attaque contre le convoi HX-112.
- 22 : L'as allemand Otto Kretschmer est capturé lors de la destruction de l'U-99 qu'il commande, lors une attaque contre le même convoi HX-112.

### Avril
- 3 : HMS Rother est la première frégate de la classe River à entrer en service[21].
- 15 : Le Coastal Command passe sous le contrôle opérationnel de l'Amirauté britannique[22].

### Mai
- 7 : L' U-110, grenadé, est ramené à la surface ; une compagnie d'abordage du HMS Aubretia s'empare d'une machine Enigma et de ses codes.
- 18 : Lancement de l'opération Rheinübung. Le cuirassé Bismarck et le croiseur lourd Prinz Eugen appareillent pour attaquer les convois alliés dans l'Atlantique[23].
- 23 : L'Allemagne reconnait enfin la disparition de Günther Prien, l'un des meilleurs commandants de la U-bootewaffe. Il a été tué le 6 mars quand HMS Wolverine a coulé l'U-47.
- 24 : Le croiseur de bataille britannique HMS Hood est coulé par le Bismarck dans le détroit du Danemark.
- 27 : Destruction du cuirassé Bismarck.

### Juin
- 1-30 : Introduction du code britannique "Naval Cipher Code no 3". En décembre, le service de décryptage allemand (B-Dienst) en lira 80 % des messages.
- 13 : Création de la Newfoundland Escort Force. Le rôle de cette formation canadienne doit être d'escorter les convois entre les points de rendez-vous avec les navires de guerre (de WOMP à MOMP)[note 3].
- 20 : La base sous-marine de Trondheim, Dora 1[note 4], est livrée à la Kriegsmarine. Elle peut accueillir seize U-Boote.

### Juillet
- 1 : Des avions LB-30A Liberator américains commencent à effectuer des vols de patrouille anti-sous-marine au-dessus de l'Atlantique nord au départ d'Argentia, à Terre-Neuve.

### Août
- 27 : Mitraillé, l'U-570 se rend à un avion du Coastal Command. Remorqué en Islande, le sous-marin sera remis en service par la Royal Navy sous le nom de HMS Graph.

### Septembre

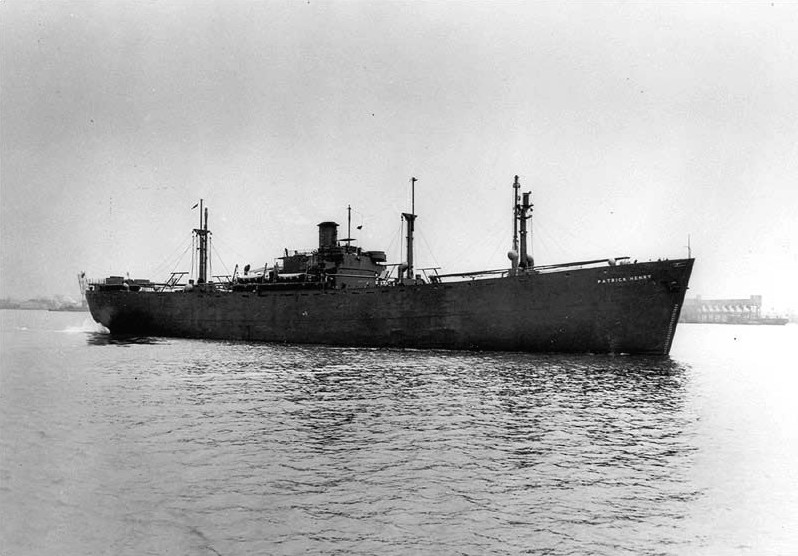
Le Patrick Henry en septembre 1941

- 10 : Les corvettes canadiennes HMCS Mooejaw et HMCS Chambly coulent l'U-501 au sud du Groenland en défendant le convoi SC-42. C'est le premier U-Boot coulé par la marine canadienne dans le conflit.
- 14 : Le convoi OG-74 appareille pour Gibraltar. Parmi son escorte, le porte-avions d'escorte HMS Audacity dont c'est la première mission.
- 27 : Lancement des quatorze premiers Liberty ships à Baltimore. Le premier est SS Patrick Henry (en), en présence du président Roosevelt.

### Octobre
- 17 : L'U-568 torpille le destroyer américain USS Kearny, envoyé d'Islande renforcer l'escorte du convoi SC-48. Perdant vingt-deux marins il parvient à Reykjavik.
- 31 : Le destroyer américain USS Reuben James est torpillé et coulé par l'U-552 en escortant le convoi HX-156. Des 159 hommes d'équipage, seuls quarante-quatre en réchappent.

### Novembre
- 19 : l'U-82 arrive à Bordeaux-La Pallice. C'est le premier U-Boot à utiliser cette base sous-marine.
- 22 : Le corsaire allemand Atlantis est coulé par le croiseur HMS Devonshire.

### Décembre
- 11 : L'Allemagne et l'Italie déclarent la guerre aux États-Unis.
- 21 : Le porte-avions HMS Audacity est torpillé par l'U-751 en escortant le convoi HG-76.
- 30 : Le premier Liberty ship, SS Patrick Henry est opérationnel.

### Récapitulatif pour 1941
1er semestre
- 37 convois HX ont effectué la traversée (1413 cargos dont 30 coulés et 14 endommagés).
- 18 convois SC ont effectué la traversée (576 cargos dont 11 ont été coulés et 3 endommagés).
- 19 convois SL (750 cargos dont 26 ont été coulés et 2 endommagés) , 35 HG et OG (1031 dont 13 et 4).
- 91 convois OB ont effectué la traversée (2616 cargos avec 30 coulés et 23 endommagés)[24].

2d semestre
- 31 convois HX ont effectué la traversée (1567 cargos dont 2 endommagés).
- 27 convois SC ont effectué la traversée (1187 cargos dont 35 ont été coulés).
- 27 convois SL (359 cargos dont 15 ont été coulés) , 11 HG et OG (509 dont 32), 15 OS (574 dont 8 coulés et un endommagé).
- 60 convois OB et ON ont effectué la traversée (2537 cargos avec un seul coulé et 3 endommagés)[25].

## 1942

### Janvier
- 1 : L'Amirauté britannique remplace le code Naval Cipher no 2 par le Naval Cipher no 4.
- 1 : L'École des tactiques anti-sous-marines (WATU) commence à former des officiers d'escorte des convois.
- 15 : Rio de Janeiro : ouverture de la conférence panaméricaine. Excédé par les attaques des sous-marins allemands contre ses navires de commerce, le gouvernement brésilien annonce qu'il rompt ses relations diplomatiques avec les pays de l'Axe.
- 20 : Lancement du projet "LQ" par l'US Navy. Il s'agit de mettre en place des Q-ships, navires-leurres destinés à surprendre les U-Boote, à l'instar de ce qui s'était passé durant le premier conflit mondial.
- 30 : Le convoi SC-67 est protégé tout au long de son trajet par la même escorte, de Terre-Neuve jusqu'en Irlande du Nord. C'est le premier convoi qui bénéficie de cette pratique, mise en œuvre jusqu'à la fin de la guerre.
- 31 : L'U-333 torpille par erreur le forceur de blocus allemand Spreewald. Celui-ci, revenant d'Extrême-Orient, ne naviguait pas selon la route prévue.

### Février
- 1 : La machine Enigma "M4" est mise en service par les Allemands. Ultra, l'appareil anglais, n'est plus en mesure de décoder les messages allemands pendant la quasi-totalité de l'année.
- 9 : La corvette FNFL Alysse est torpillée par l'U-654, et coulée en escortant le convoi ON-60.
- 24 : Plusieurs U-Boote voguant vers les côtes américaines tombent inopinément sur le convoi ON-67. L'U-558 coule cinq navires en cinq heures. Parmi eux, le pétrolier britannique Empire Celt (en), premier navire équipé de filets pare-torpilles[note 5],[26].

### Mars
- 17 : Au Royaume-Uni, le rationnement s'étend à l'électricité, au gaz et au charbon ; la ration de textile est diminuée et passe de 66 points annuels à 48.
- 26 : L'USS Atik (AK101), Q-ship américain, surprend l'U-123. Ce dernier le torpille. Il n'y a aucun survivant.

### Avril
- 8 : L'U-252 débarque des espions en Islande.
- 14 : L'U-252 attaque le convoi OG-82. Repéré par la corvette HMS Vetch (1re détection faite en opérations avec un radar de type 271), il est coulé par HMS Stork ainsi que par la corvette.

### Mai
- 14 : Sur la côte Est des États-Unis, le premier convoi est organisé entre Hampton Roads et Key West (convoi codés NK).
- 15 : Sur la côte Est des États-Unis, le premier convoi est organisé entre Key West et Hampton Roads (convoi codés KN).
- 19 : Toujours sur la côte Est des États-Unis, le premier convoi est organisé entre New York et Halifax (convoi codés BX). La mise en place de ces convois diminue drastiquement le nombre de victimes des U-Boote[27].

### Juin
- 9 : La corvette FNFL Mimosa est torpillée et coulée par l'U-124, en escortant le convoi ONS-100.
- 27 : Le convoi PQ 17 quitte l'Islande pour Mourmansk.
- 30 : L'U-158 est coulé au large des Bermudes par un avion de patrouille de l'US Army Air Force (USAF). Depuis le 20 mai, il avait coulé douze navires (62 536 tonnes) dans le Golfe du Mexique.

### Juillet

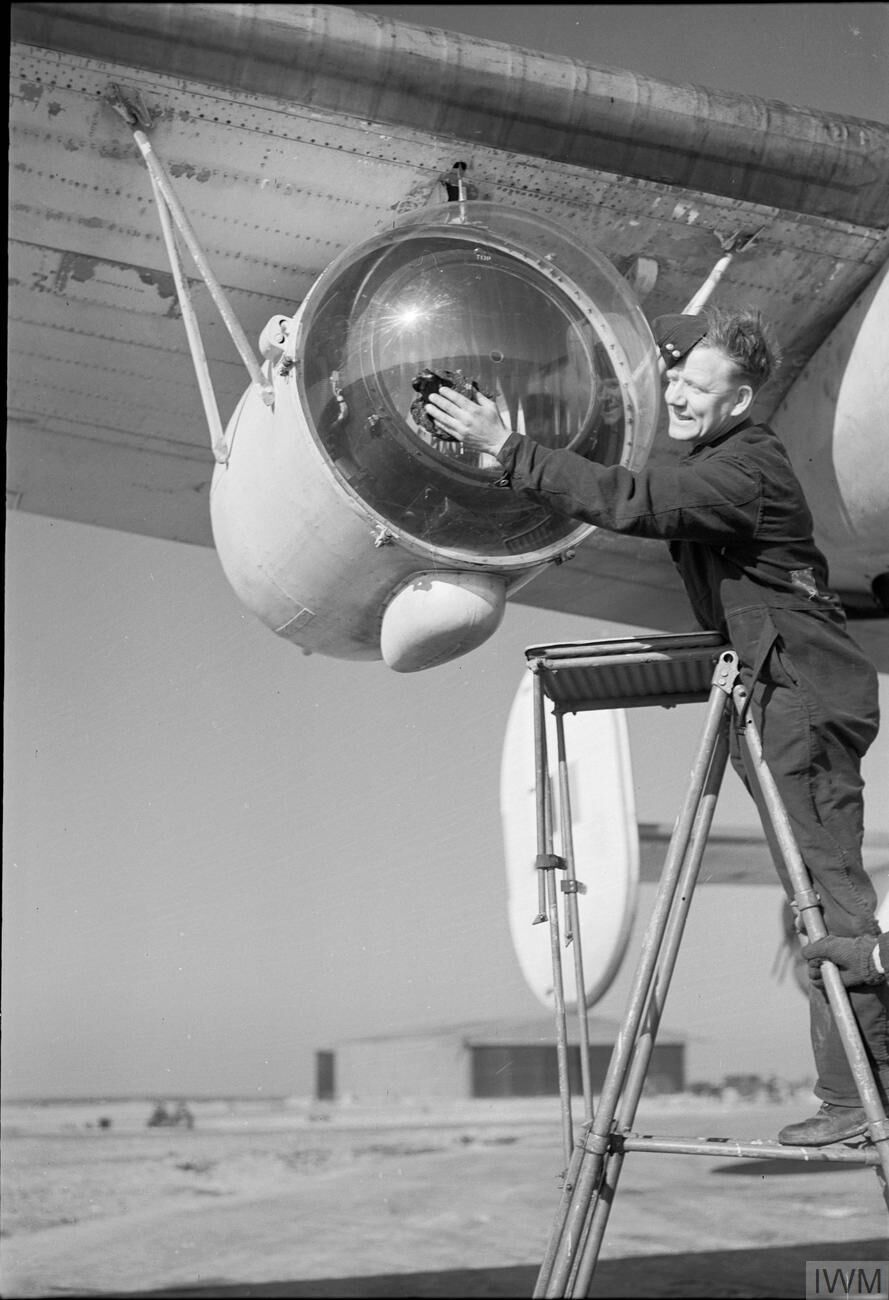
Le projecteur Leigh

- 4 : L'ordre de dispersion est donné au convoi PQ-17. 24 de ses 35 cargos sont coulés en tentant de rallier Mourmansk. À la suite de ce désastre, les convois arctiques sont suspendus jusqu'en septembre.
- 5 : L'U-502 est coulé, de nuit, dans le golfe de Gascogne, par un Vickers Wellington utilisant le projecteur Leigh. C'est la première victime de cette nouvelle méthode d'attaque nocturne de sous-marins par l'aviation alliée.
- 19 : Fuyant la défense qui s'organise, les U-Boote quittent les côtes américaines pour revenir attaquer les convois transatlantiques.

### Août
- 14 : Un Focke-Wulf Fw 200 Condor est abattu au-dessus de l'Atlantique nord par deux avions américains basés en Islande. C'est le premier avion allemand abattu par l'USAF pendant le conflit.

### Septembre
- 6 : début de la bataille autour du convoi PQ-18.
- 9 : Le navire météorologique américain USS Muskeget est torpillé par l'U-755 au large du Groenland. Aucun survivant.
- 12 : l'U-156 coule le Laconia, au nord-est le l'île de l'Ascension.

### Octobre
- 8 : La meute (groupe de combat) "Wotan" se constitue pour attaquer le convoi SC-104. Le 11 octobre, l'U-258 le repère mais les mauvaises conditions météorologiques empêchent les sous-marins de se rassembler[28]. Dans les jours qui suivent, sept cargos sur quarante-sept sont coulés[29].
- 9 : L'U-171, de retour du golfe du Mexique, termine sa carrière dans le champ de mines "Artichaut", établi par les avions alliés dans le golfe de Gascogne.
- 11 : La meute "Léopard" se constitue, avec huit U-Boote, pour traquer le convoi ONS-136. Dans la tempête, avec des vents de force 8-10, seul l'U-597 lance deux attaques, infructueuses. Le lendemain, il est coulé par un B24.
- 16 : La meute "Wotan" se dirige vers le convoi ON-137[30]. La meute "Puma" réunit huit U-Boote pour viser le convoi ON-138, escorté par le groupe anglais B2. ON-138 ne déplore qu'un cargo endommagé[31].

### Novembre
- 8 : L'Opération Torch, débarquement allié en Afrique du Nord, entraîne la création de nouvelles routes pour les convois.
- 9 : premier bombardement américain sur Saint-Nazaire visant la base sous-marine et les installations portuaires. 31 B17 et 12 B24 sont engagés, 3 B17 sont perdus[32].
- 12 : Le Liberty ship Robert E. Peary est lancé à Richmond, en Californie. Sa construction a duré moins de cinq jours : quatre jours, quinze heures et trente minutes pour le construire. Dans cette opération de propagande, il demeure le navire le plus rapidement construit de sa catégorie.

### Décembre
- 22 : Le convoi JW-51B appareille pour Mourmansk.
- 31 : La Kriegsmarine tente d'intercepter le convoi JW-51B. C'est la bataille de la mer de Barents.

### Récapitulatif pour 1942
1er semestre
- 29 convois HX, 27 convois SC et 56 convois ON traversent l'Atlantique, avec 3 661 cargos dont 22 sont coulés et 3 endommagés.
- 18 convois SL et 17 OS, avec 1 413 cargos dont 3 sont coulés.
- 16 HG et OG avec 337 cargos dont 5 sont coulés.
- 19 PQ et QP, vers la Russie, avec 313 cargos dont 53 coulés.
- Les 5 convois de troupes vers l'Afrique du nord, codés WS, totalisent 205 cargos qui traversent sans aucune perte[33].

2d semestre
- 25 convois HX, 26 SC et 49 ON traversent l'Atlantique, avec 3 728 cargos dont 85 sont coulés et 13 endommagés.
- 11 convois SL et 19 OS, avec 658 cargos dont 19 sont coulés.
- 8 HG et OG avec 159 cargos dont aucun n'est coulé.
- Pour les besoins de l'opération Torch, 21 convois partent ou arrivent en Grande-Bretagne (713 cargos dont 9 coulés et 3 endommagés) ; 6 autres partent ou gagnent les États-Unis (246 cargos dont 2 coulés).
- Vers la Russie, 16 des 149 cargos en 4 convois, sont perdus[34].

## 1943

### Janvier
- 3 : Le convoi TM-1, neuf pétroliers partis de Trinidad vers Gibraltar, est détecté par l'U-514. Alertée, l'Amirauté ordonne au convoi un changement de route que l'escorte n'exécute pas. Le convoi sera intercepté par la meute (groupe de combat de sous-marins allemands) Dauphin ; seuls deux des pétroliers atteindront leur destination.
- 14 : Début de la conférence de Casablanca. Plusieurs décisions prises à cette occasion auront une influence sur la Bataille de l'Atlantique.
- 30 : Démission de l'amiral Erich Raeder, chef de l'OKM (commandant en chef de la Kriegsmarine).
- 31 : Nomination de l'amiral Karl Dönitz à la tête de la Kriegsmarine. Son précédent poste de chef du BdU revient à son adjoint, Eberhardt Godt.

### Février
- 7 : La corvette FNFL Lobelia, qui fait partie du groupe escortant le convoi SC-118, éperonne et coule l'U-609.

### Mars
- 1-31 : Durant ce mois, se succèdent d'intenses et incessantes batailles autour des convois UGS-6, les convois HX-228 et SC-121, HX-229 et SC-122. Quatre-vingt deux navires (476 000 tonnes) et douze U-Boote sont coulés.
- 11 : La corvette Aconit, des FNFL, coule deux U-Boote le même jour, en protégeant le convoi HX-228.

### Avril
- 21 : Le convoi ONS-5, fort de quarante-deux cargos escortés par le groupe d'escorte B7, appareille de Liverpool pour Halifax. Il perd onze de ses cargos au cours d'une bataille généralement considérée comme le tournant de la bataille de l'Atlantique[35]. Pour Stephen Roskill, rédacteur de l'histoire officielle britannique de la bataille de l'Atlantique : « Cette bataille de sept jours, livrée contre trente U-boote, ne porte pas de nom, juste une longitude et une latitude; mais elle fut en elle-même, aussi décisive que la bataille des Cardinaux ou celle d'Aboukir »[36].

### Mai
- 1 : Les U-Boote en route vers le convoi SC-128, composé de trente-trois cargos escortés par le 40e groupe d'escorte, sont leurrés par des escorteurs tirant des fusées éclairantes à distance. Le convoi évite les sous-marins en passant par l'ouest[37].
- 19 : Le B-Dienst, le service de renseignement et de décryptage de la marine allemande, localise le convoi HX-239, conduisant à la création de la meute Mösel. Dans l'escorte du convoi, se trouvent les corvettes FNFL Lobelia, Renoncule et Roselys[38].
- 20 : Création de la 10e flotte (en) de l'US Navy. Elle présente la particularité de n'avoir aucun navire sous ses ordres et est créée pour gérer la participation américaine à la bataille de l'Atlantique[39],[note 6].
- 24 : Les pertes allemandes s'amplifient (« Mai noir ») sous l'effet des avancées technologiques et tactiques des Alliés. Le commandement allemand des sous-marins (le BdU) retire pratiquement tous les U-Boote de l'Atlantique, pour les replier dans des eaux plus tranquilles. Ils sont positionnés sur la route allant des États-Unis vers Gibraltar et vers l'Afrique du Nord. Quinze U-Boote s'éparpillent dans l'Atlantique nord pour simuler la présence de plusieurs meutes[40].

### Juin
- 14 : Début des opérations "Musketry" et "Seaslug" dans le golfe de Gascogne. Ces zones sont activement survolées par des avions du  Coastal Command pour traquer les U-Boote en transit.

### Juillet
- 12 : L'U-388 est coulé par un hydravion Consolidated PBY Catalina basé en Islande. Il est la première victime de "FIDO", torpille acoustique US[41].
- 18 : Au sud de la Floride, le dirigeable USN K-34 attaque l'U-134 : il est abattu[42].

### Août
- 1 : Livraison des premières torpilles acoustiques T5 Zaunkönig aux U-Boote.
- 8 : Accord anglo-portugais pour l'utilisation par les Britanniques de deux bases aériennes aux Açores[43].
- 27 : Le HMS Egret est coulé, dans le golfe de Gascogne, par une bombe planante Hs 293 larguée par un Do 217.

### Septembre
- 12 : La torpille acoustique allemande T5 remporte son premier succès contre un escorteur du convoi ON-202. HMS Lagan est endommagé, non réparable.
- 20 : Autre navire coulé par une torpille acoustique T5, HMCS St. Croix fait partie de l'escorte des convois ONS-18 et ON-202. Le même jour, HMS Polyanthus est coulé par une autre torpille T5.
- 20-24 : Lors des combats autour des deux convois ONS-18 et ON-202, six cargos et trois escorteurs sont coulés (selon la propagande allemande : neuf cargos et douze escorteurs).

### Octobre
- 19 : Le groupe d'escorte du captain Walker quitte Lough Foyle et rejoint le porte-avions d'escorte Tracker pour couvrir les convois naviguant entre l'Islande et les Açores[44].
- 20 : Le groupe d'escorte du captain Walker rejoint le convoi ON-207. Celui-ci ne semblant pas menacé, le groupe le quitte pour un autre convoi[44].
- 26 : Le groupe d'escorte du captain Walker rejoint le convoi HX-262. La tempête paralyse toute action des U-Boote[44].

### Novembre
- 1 : La tempête oblige le groupe d'escorte du captain Walker à mettre à la cape. Tous les avions Swordfish du porte-avions d'escorte Tracker, sont endommagés sauf trois[44].
- 6 : Le groupe d'escorte du capitaine Walker détecte l'U-226 et le coule par une action concertée de deux destroyers (dite : "attaque rampante")[note 7], complétée par vingt-six grenades. Puis c'est au tour de l'U-842, détecté par repérage radiogoniométrique HF/DF, d'être détruit également par grenadage.

### Décembre

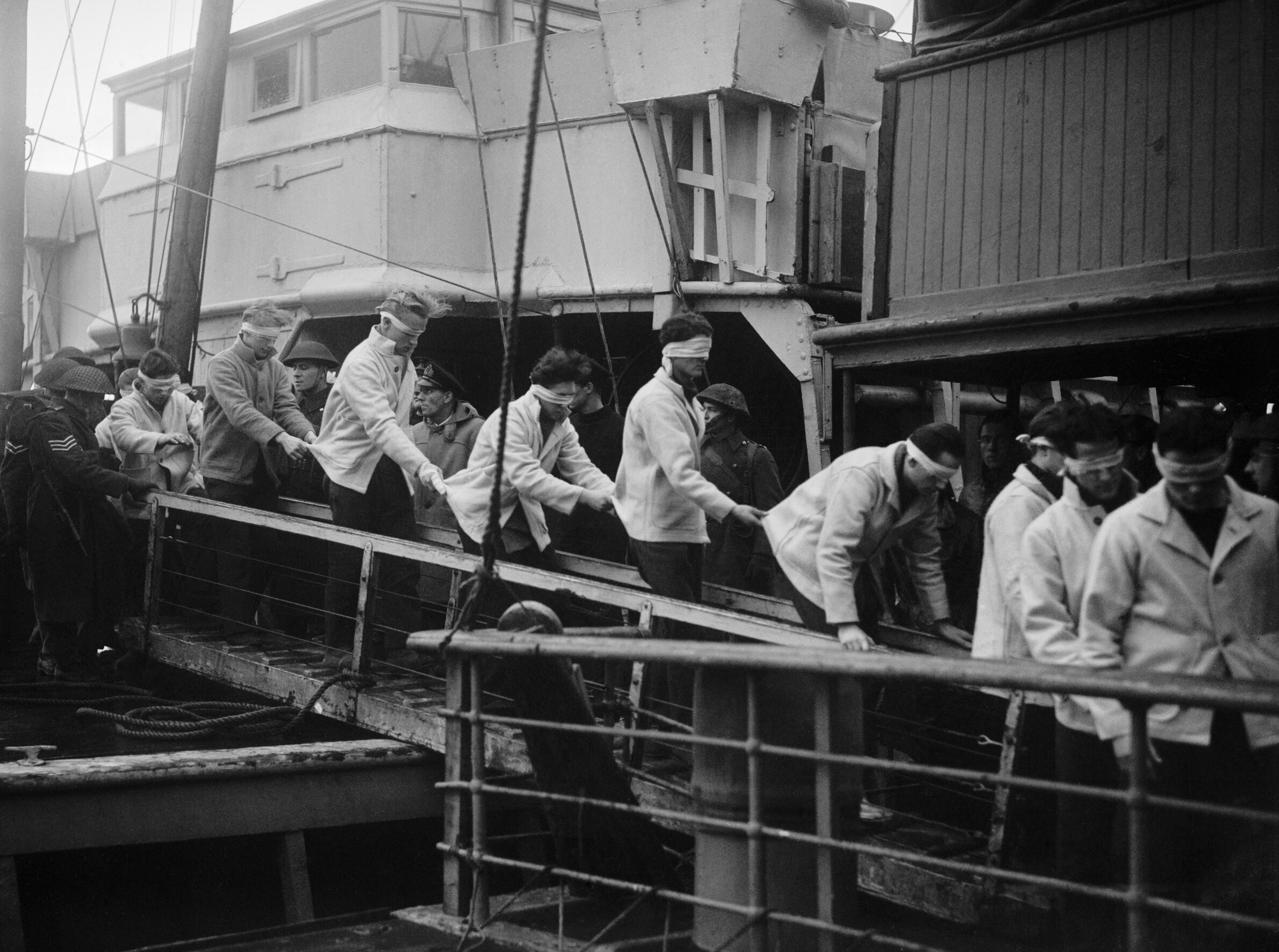
Des marins allemands, survivants du Scharnhorst, débarqués à Scapa Flow.

26 : Dans la Bataille du cap Nord, destruction du Scharnhorst qui tentait d'attaquer le convoi JW-55B.

### Récapitulatif pour 1943
- Les États-Unis ont construit pour 14 millions de tonnes de navires marchands[45].
- 52 convois HX et 35 convois SC effectuent la traversée, avec respectivement 3 007 et 1 577 cargos. Il faut rajouter 61 convois ON et 26 convois ONS (3 043 et 914 cargos). Sur l'ensemble 90 cargos sont coulés et 6 endommagés.
- 19 convois SL, 33 MKS, 21 OS, 30 KMS et 21 KMF totalisent 4 333 cargos dont 44 sont coulés et 16 endommagés.
- Entre les États-Unis et Gibraltar, 25 convois UGS (1822 cargos) et 23 GUS (1360), 9 UGF (177) et 7 GUF (129), 9 UC (201) et 10 CU (175). Sur ce total 5 cargos sont coulés.
- Vers la Russie, 8 convois totalisent 209 cargos dont 6 sont coulés[46].

## 1944

### Janvier
- 2 : Un hélicoptère, Sikorsky R-4, est utilisé pour la couverture aérienne d'un convoi. C'est la première utilisation de ce type d'aéronef pour cette mission de lutte anti-sous-marine[47].

### Février
- 24 : Dans le détroit de Gibraltar, le sous-marin U-761 est surpris par le dispositif de détection d'anomalie magnétique embarqué "MADCAT")[note 8], puis coulé par deux Catalina équipés de ce dispositif ainsi que par un destroyer, agissant de concert.

### Mars
- 16 : Détecté dans le détroit de Gibraltar par deux avions équipés de "MADCAT", l'U-392 est coulé par ceux-ci et par le destroyer HMS Vanoc.

### Avril
- 14 : Au nord des Açores, l'U-448 manœuvre pour attaquer le porte-avions d'escorte Biter. Détecté, il est coulé par deux des navires d'escorte.

### Mai
- 13 : Au large de Freetown sur la côte occidentale africaine, le commandant de l'U-852, Heinz-Wilhelm Eck, ordonne de mitrailler dans l'eau les survivants du cargo qu'il vient de torpiller. Au-delà de la propagande, c'est le seul cas de ce type de crime répertorié dans la bataille de l'Atlantique. Eck sera jugé et exécuté à après la guerre[48].

### Juin
- 12 : L'U-2331 (en) est admis au service. Premier des U-Boote de type XXIII, il effectue une seule patrouille, au large de l'Écosse durant laquelle il coule un cargo (voir: 18 janvier 1945).

### Juillet
- 17 : Appareillage d'Halifax en Nouvelle-Écosse, du convoi HX-300. Composé de 167 cargos, c'est le plus gros convoi de la guerre. Il arrive à destination le 3 août, sans perte[49].

### Août

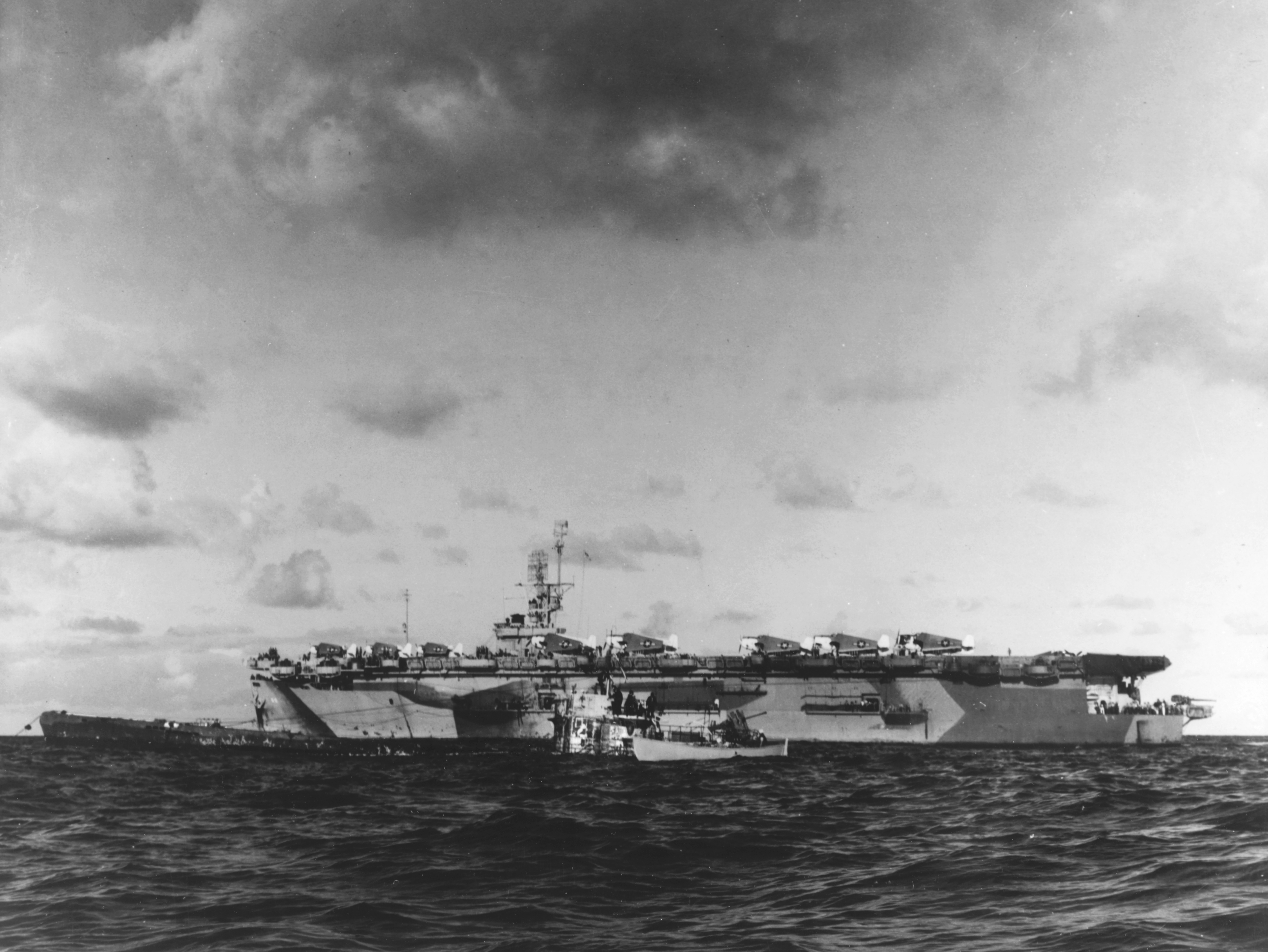
l'U-505 capturé, devant le porte-avions d'escorte Guadalcanal (CVE 60), le 4 juin 1944.

- 4 : L'U-505 est capturé par un groupe de chasse américain, le TG.22.3, auprès du porte-avions d'escorte USS Guadalcanal. Forcé à revenir en surface, le sous-marin est évacué par son équipage tandis qu'une compagnie d'abordage américaine en prend possession. L'U-505 est remorqué jusqu'aux Bermudes. C'est le premier navire pris à l'abordage par l'US Navy depuis 1815[50].

### Septembre
- 4 : L'U-256 est le dernier U-Boot à quitter Brest.
- 29 : L'U-2511 entre en service. C'est le premier U-Boot de type XXI opérationnel. Il ne coule aucun navire jusqu'à la fin du conflit.

### Novembre
- 12 : 25 Lancaster, portant des bombes de 6 tonnes, mettent hors d'état le cuirassé Tirpitz dans le fjord norvégien où il était ancré (il se retournera sur un haut fond).

### Décembre
- 9 : Le HMS ''Bamborough Castle'' (en), en protection du convoi RA-62, avec son mortier à grenades anti-sous-marines (Squid), coule l'U-387

### Récapitulatif pour 1944
- 53 convois HX, 4 085 cargos dont 2 sont torpillés et 2 perdus par accident;
- 58 convois ON, dont 1 torpillé et 3 perdus par accident;
- 13 convois SC, 582 cargos dont 2 torpillés et 1 perdu par accident;
- 13 convois ONS, 464 cargos, sans pertes;
- 43 convois CU, 1 361 cargos dont 3 torpillés et 2 perdus par accident;
- 54 convois UC, 1 393 cargos sans perte;
- 46 convois UR, 212 cargos dont 1 torpillé et 2 perdus par accident;
- 47 convois RU, 229 cargos sans perte;
- 35 convois SL/MKS, 1 433 cargos, sans perte;
- 38 convois OS/KMS, 1 277 cargos dont 1 torpillé et 1 perdu par accident;
- 15 convois KMF, 191 cargos, sans perte;
- 15 convois MKF, 151 cargos, sans perte;
- 39 convois UGS, 2 717 cargos, 2 torpillés, 2 coulés par des avions, 2 par des mines et un par accident;
- 36 convois GUS, 2 613 cargos, dont un seul torpillé;
- 10 convois UGF, 12 cargos, sans perte;
- 10 convois GUF, 133 cargos, sans perte;

Vers la Russie, on compte :
- 10 convois JW, 296 cargos dont 3 sont torpillés;
- 9 convois RA, 262 cargos dont 4 sont torpillés[51].

## 1945

### Janvier
- 18 : Première patrouille opérationnelle d'un U-Boot de type XXIII, l'U-2324 (en). Sans résultat.

### Février
- 25 : Premier succès d'un U-Boot de type XXIII. L'U-2322 (en) coule un cargo au large de Berwick au nord-est de l'Angleterre.

### Mars
- 23 : Les multiples tentatives d'interception du convoi RA-65, tant par les U-Boote que par la Luftwaffe, sont totalement infructueuses. Le convoi arrive intact le 31 à Scapa Flow[52].

### Avril
- 14 : L'U-879 coule un pétrolier à l'est du cap Hatteras en Caroline-du-Nord. Il est pris en chasse par un groupe de Hunter-Killers composé de trois destroyers d'escorte[53]. Un dirigeable de l'US Navy se joint à la chasse. À l'aide de bouées acoustiques, il détecte le sous-marin et lance une torpille FIDO qui le détruit[54].
- 30 : Karl Dönitz ordonne que l'ensemble de la flotte de surface et sous-marine se saborde ; il retire cet ordre le 4 mai.

### Mai
- 4 : Le commandement des sous-marins allemands (BdU) envoie l'ordre à tous les U-Boote de cesser les hostilités.
- 5-6 : Au large de Block Island, devant la côte nord-est américaine, l'U-853 coule un cargo. Il est chassé et détruit par des destroyers d'escorte et deux dirigeables. C'est le dernier U-Boot coulé par les forces américaines durant le conflit[55].
- 7 : L'U-320 est coulé par un PBY Catalina britannique au nord de Bergen. C'est le dernier U-Boot coulé de cette bataille, et de cette guerre[56].
- 7 : L'U-2336 (en) commandé par Emil Klusmeier coule deux cargos, Avondale Park et Sneland I, au large du Firth of Forth au sud-est de l'Écosse. Ce sont les dernières destructions de cette bataille de soixante-huit mois[57].
- 8 : Fin des hostilités dans l'Atlantique.

### Juillet
- 10 : Après une traversée inédite, l'U-530 se rend aux autorités argentines à Mar del Plata. Son équipage a enfreint l'ordre de se rendre aux Alliés. Il sera un temps suspecté d'avoir transporté Hitler et Eva Braun (rumeurs de leur fuite).

### Août

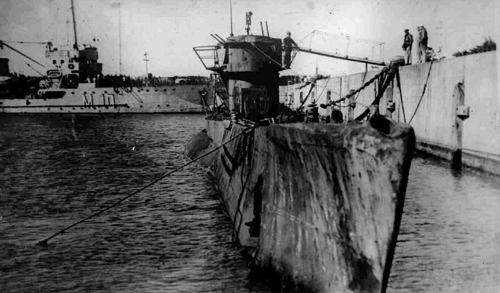
Le U-977, amarré à Mar del Plata.

- 17 : L'U-977 fait à son tour, surface devant Mar del Plata, en Argentine après un périple de quatre-vingt dix-neuf jours de mer depuis la Norvège, dont soixante en plongée[note 9]. Son commandant, Heinz Schaeffer, a enfreint l'ordre de reddition.

### Récapitulatif pour 1945
- 32 convois HX traversent l'océan ; 1 985 cargos dont 3 coulés.
- 14 convois SC, 393 cargos et 2 pertes.
- 30 convois ON, avec 2 081 cargos (2 coulés) et 14 ONS avec 387 cargos.
- 22 convois CU et 41 convois UC, totalisant respectivement 732 et 808 cargos ; 16 UR (732) et 16 RU (64 dont 2) ; 16 UR (74 dont 2) et 16 RU (64 dont 2).
- 32 convois UGS (1 443), 4 UGF (15), 31 GUS (1 383) et 24 GUF (342). Le tout sans perte.
- 31 SL/MKS (733) et 3 XK (12) ; 31 OS/KMS (599 dont 4 coulés) ; 1 KX (6), 9 MKF (115) et 9 KMF (109).
- Vers la Russie, 4 JW (107 dont 2 coulés) et 5 RA (142 cargos dont 2 coulés)[58].